# Großbartloff

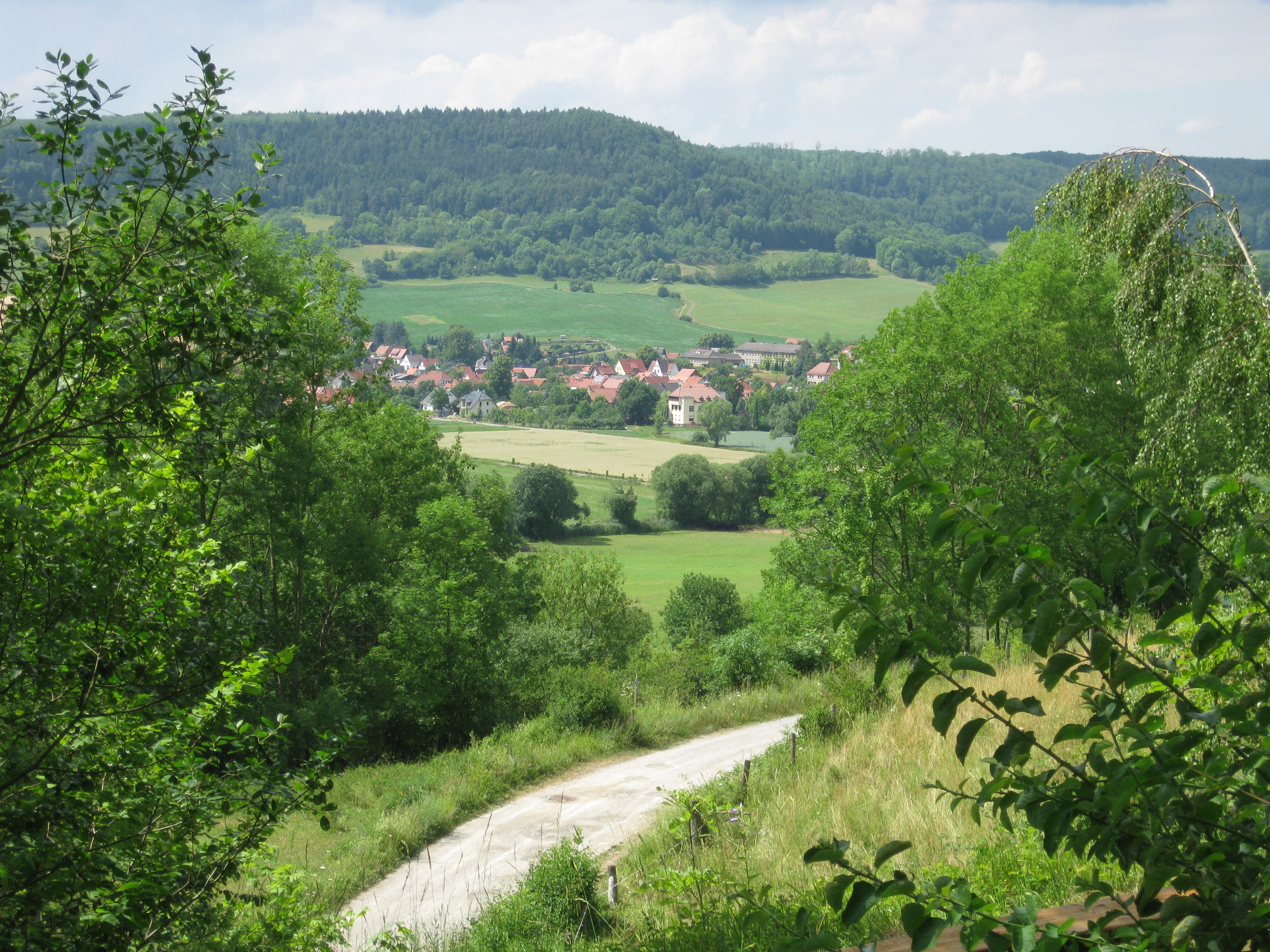
Großbartloff

Großbartloff is een gemeente in de Duitse deelstaat Thüringen, en maakt deel uit van de Landkreis Eichsfeld.
Großbartloff telt 904 inwoners.